# Farzad Majidi
Farzad Majidi (Teheran, 9 settembre 1977) è un allenatore di calcio ed ex calciatore iraniano, di ruolo centrocampista.

## Carriera

### Club
Ha sempre giocato nel campionato iraniano, che ha vinto 3 volte.

### Nazionale
Con la maglia della Nazionale ha giocato solo una partita, nel 2004.

## Palmarès

### Club
- Campionato iraniano: 3

Esteghlal: 1997-1998, 2000-2001, 2005-2006